# Disznófő-forrás
A Disznófő-forrás egy természetes forrás, amely Budapest XII. kerületében, a Szilassy út 18. szám alatt fakad.

## Leírása
378 méteres magasságban fakad a Hármaskút-tető keleti oldalában lévő Harang-völgy bal oldalában, pannon homokkő rétegekből. A vízhozama 3-10 l/perc, a víz hőmérséklete 7,5-8 °C, az oldott anyag tartalma 704 mg/l.

## Története
A török időkben a forrás környéke a szájhagyomány szerint a budai basák háremhölgyeinek nyaralóhelye volt. Ők a forrást megérkezésükkor Király-forrásnak ismerték, és mint több más magyar név esetében is, részben meghagyták eredeti nevét, vagy lefordították azt török nyelvre. Így a Király-forrást „Királ bunár”-nak, illetve a Király-domb nevével együtt „Királ bunár bain”-ként ismerték. A törökök kiűzésükkor romboltatták le az épületeket és a forrás 1686 után a Sauwiese, illetve Saukopf neveket kapta. A területen egykor élt sok vaddisznó miatt lett ez a neve (sau = koca). Az 1982-es Budai-hegység útikalauz szerint nevét tévesen értelmezték, a Disznófő nem disznófejet jelent hanem Disznó-forrást. A fő utótag régen forrást jelentett (vö. pl. Körösfő, Marosfő).
A forrásháza az 1820-as évek végén épült, az 1890-es években pedig egy vasból készült csorgófejet kapott, ami egy vadkanfejet ábrázol. Ezt 1955-ben lebontották, majd később eredeti formájában helyreállították és megoldották a vízelvezetést is, amit egy majdnem 30 méter hosszú falazott alagút gyűjt össze és vezet be közvetlenül a főváros csatornahálózatába.
Az 1847. évi dűlőkeresztelő alkalmával a Mátyás-csorgó nevet kapta, de ez nem ment át a köznyelvbe. I. Mátyás magyar király vadászkastélya a Zugligetben, a forrás közelében állt. A kastély vízellátását ez a forrás szolgáltatta. A Disznófő-forrás népszerű kirándulóhely volt, vendéglő is állt itt Disznófő vendéglő néven, ami az 1840-es években épült, és a nevét a kútház homlokzatán lévő vas vadkanfejről kapta. 1857-ben már igen népszerű volt, befogadóképességét 600 fősre növelték. 1990–91-ben 120 fő ellátására volt képes. A forrás ma [mikor?] magánterület.
Közvetlenül a forrás mellett halad el egy zöld jelzésű turistaút, nem messze tőle pedig egy Kossuth Lajos emlékmű látható.

## Képgaléria

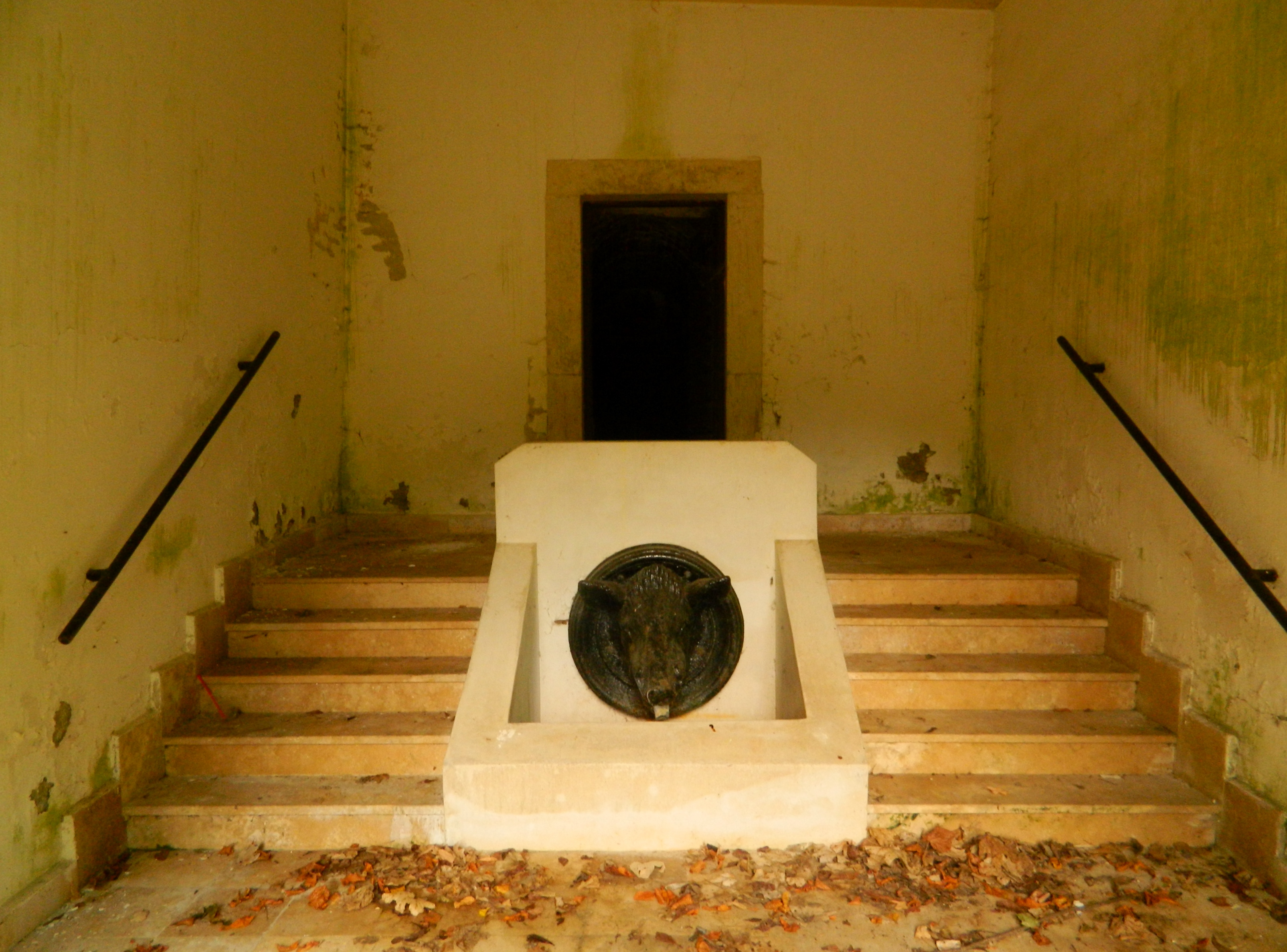
A forrásház belseje
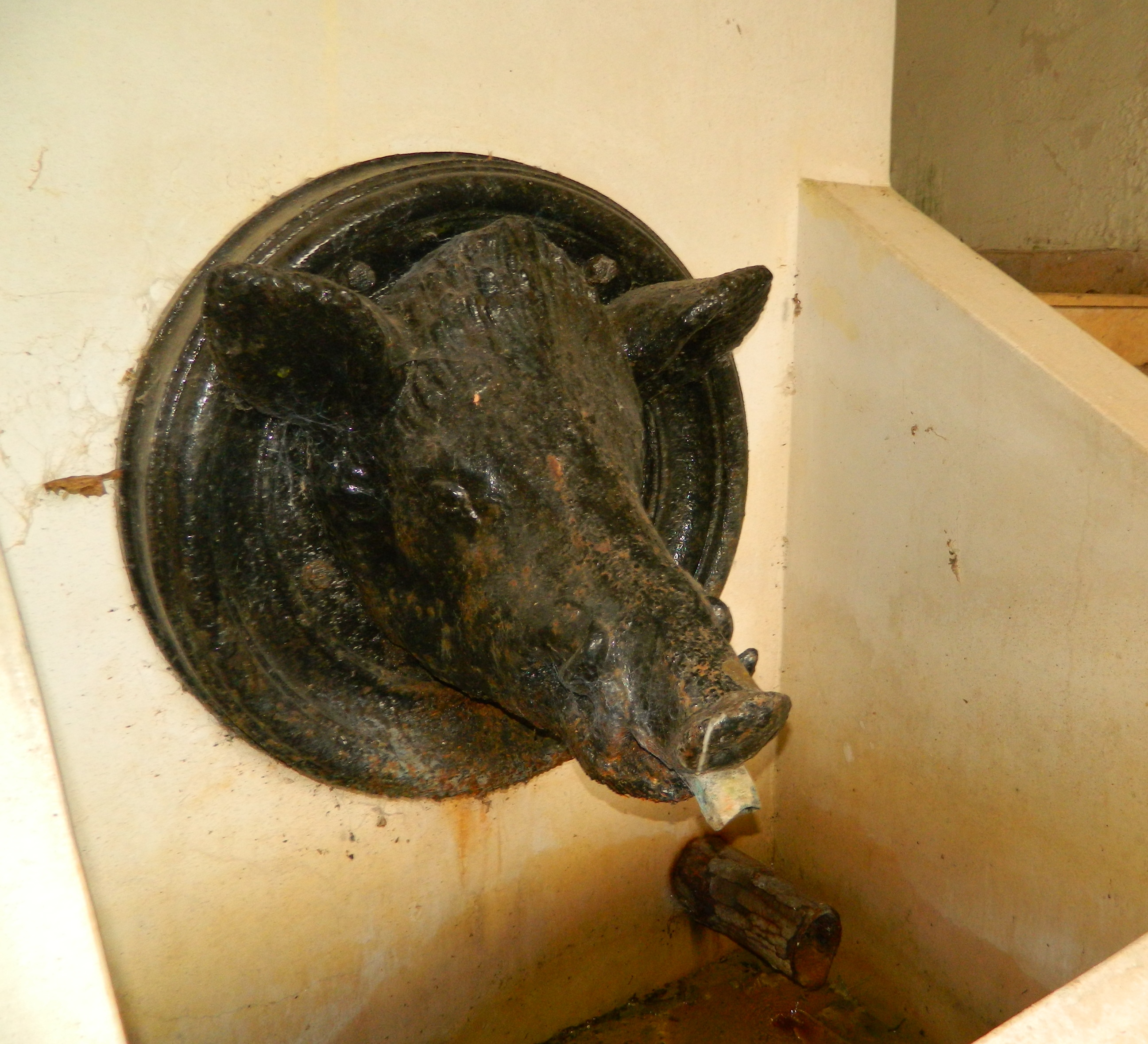
A csorgó
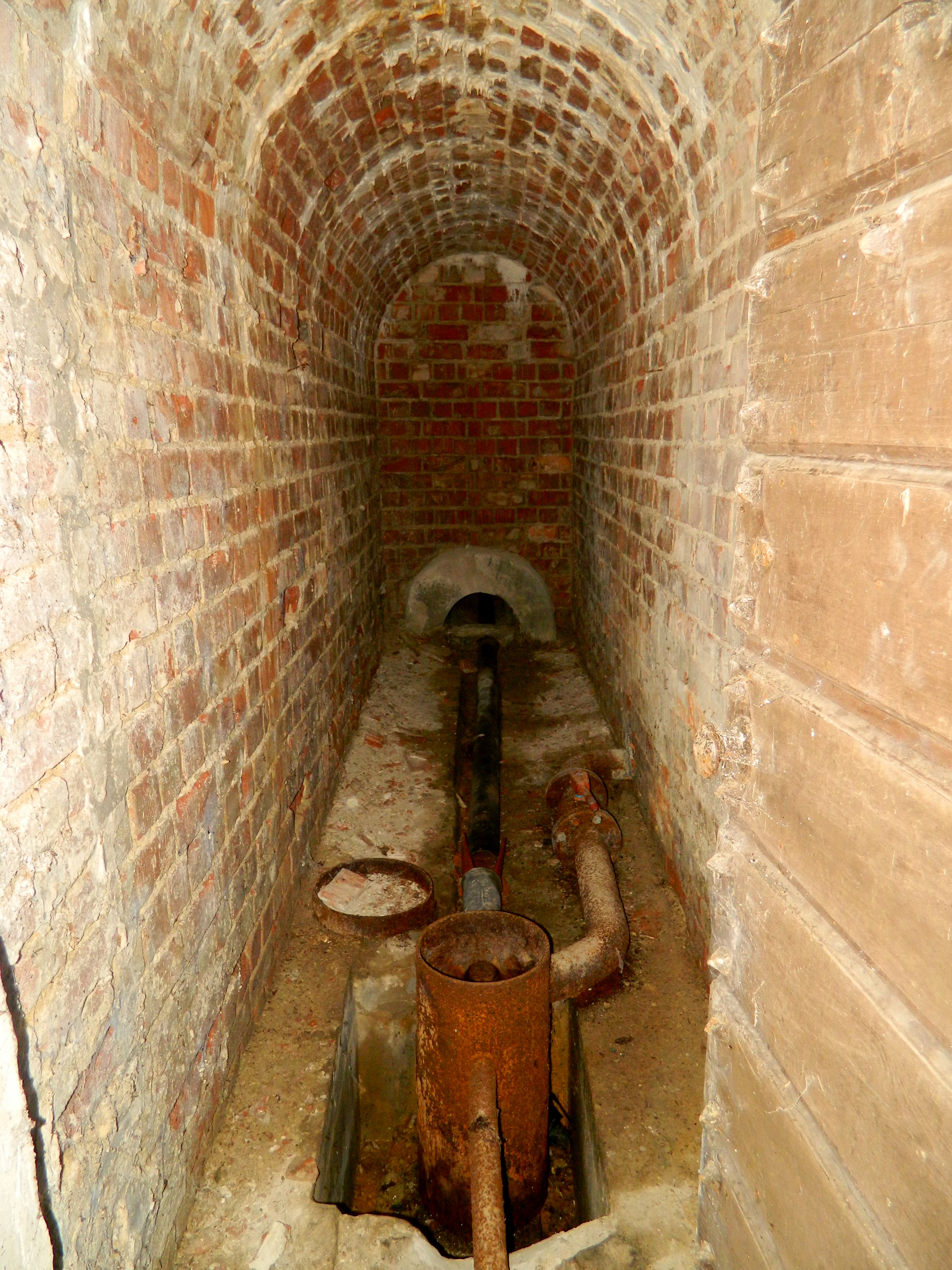
A forrásalagút
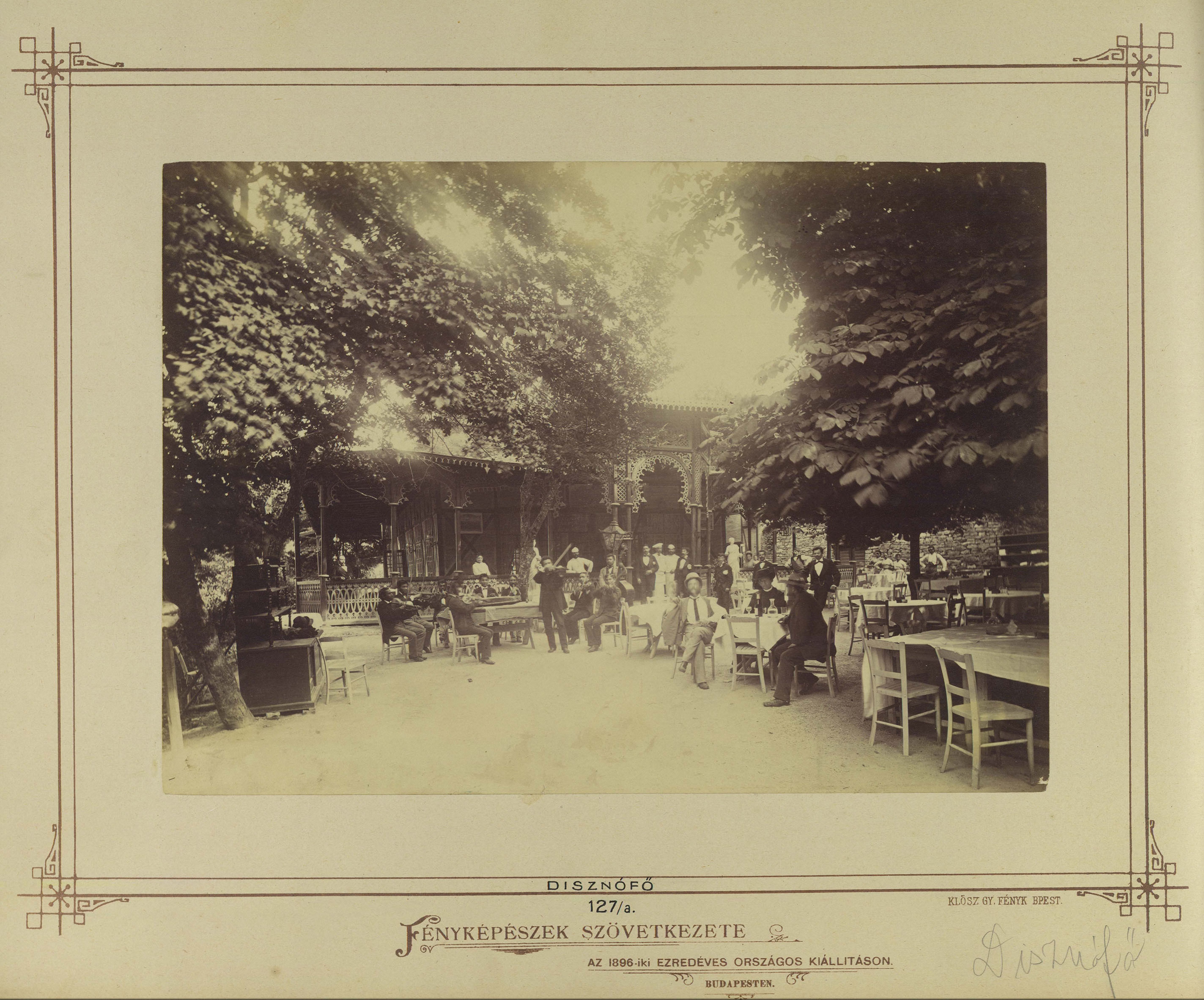
A Disznófő étterem, 1896-ban
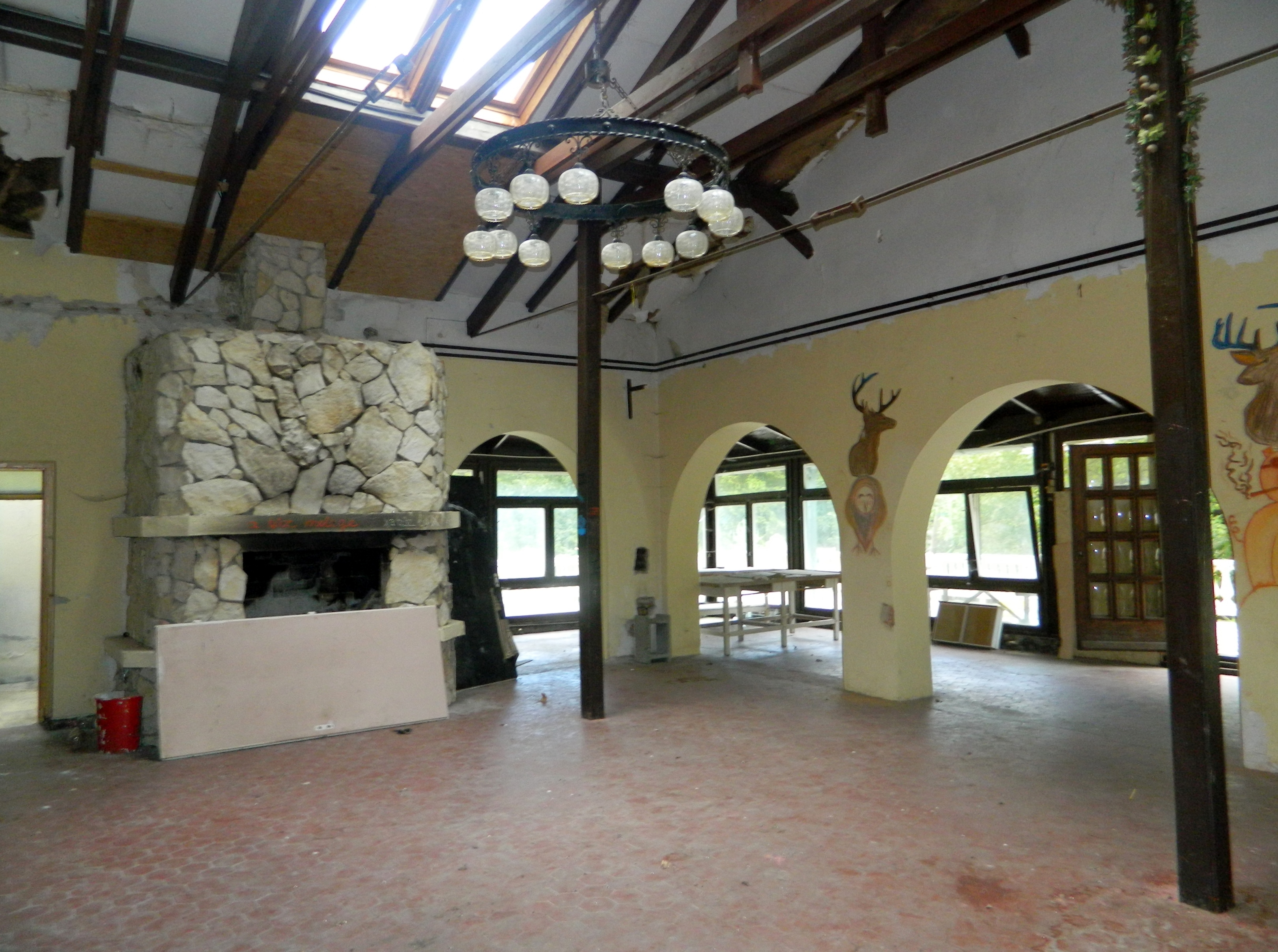
Az étterembelső 2013-ban
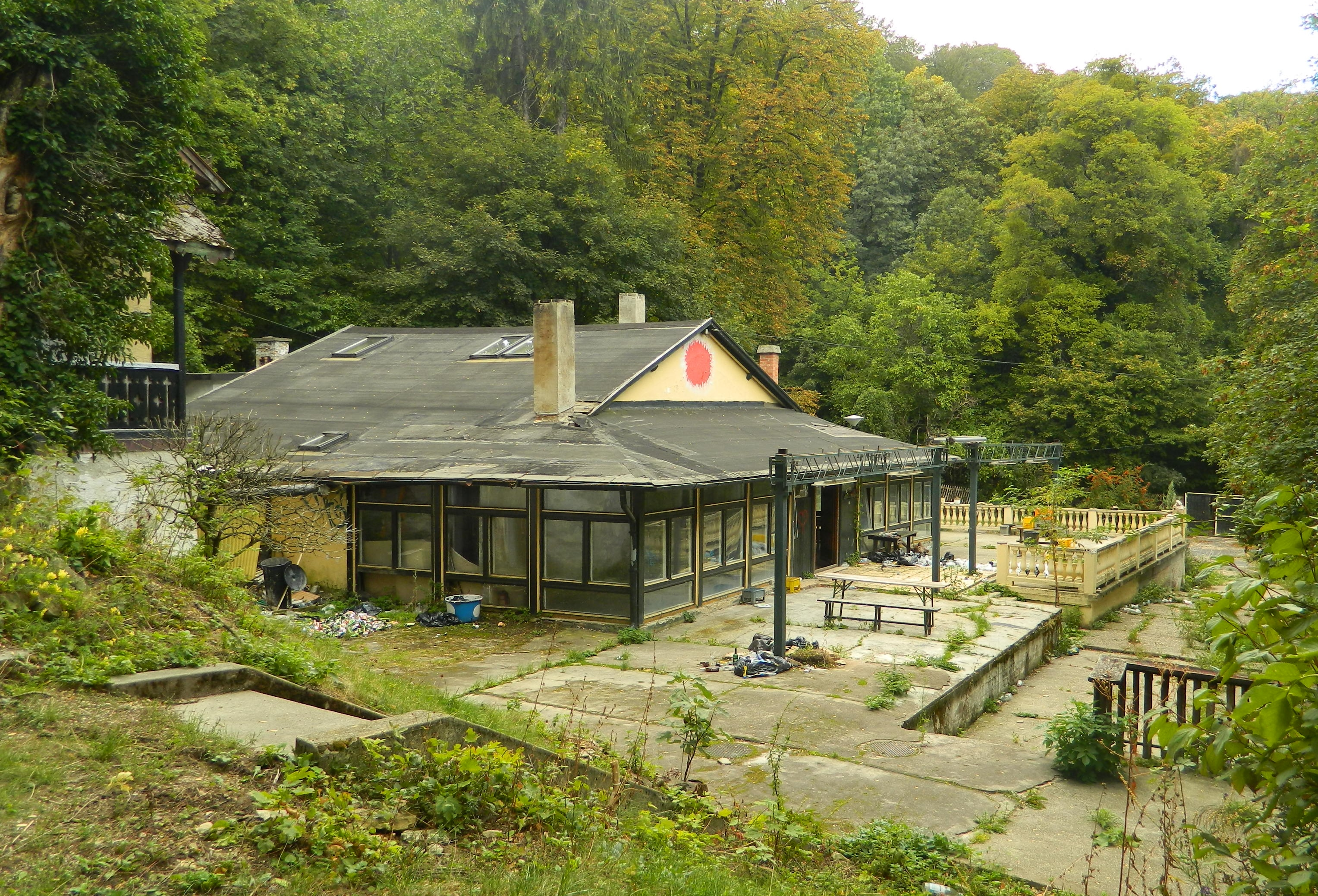
A Disznófő étterem 2013-ban